# Radomierzyce (powiat zgorzelecki)
Radomierzyce (niem. Radmeritz) – wieś w Polsce położona w województwie dolnośląskim, w powiecie zgorzeleckim, w gminie Zgorzelec.

## Podział administracyjny
W latach 1975–1998 miejscowość administracyjnie należała do województwa jeleniogórskiego.

## Strażnica WOP
W 1946 roku była tu 16 strażnica 4 Komendy Odcinka WOP.

## Przejście graniczne
Do 21 grudnia 2007 funkcjonowało w miejscowości przejście graniczne Radomierzyce-Hagenwerder, które na mocy układu z Schengen zostało zlikwidowane.

## Zabytki
Do wojewódzkiego rejestru zabytków wpisane są:
- Kościół śś. Piotra i Pawła w Radomierzycach, filialny z XVIII w.
- cmentarz przykościelny
- ogrodzenie z dwiema bramami oraz płytą nagrobną (epitafium) rycerza Lessowa (zm. 1313) najstarsze na Śląsku[5]. Na kamiennej tablicy z 1713 umieszczonej powyżej epitafium znajduje się napis w j. niem. Dieser 400 Jährige Stein gefunden bey der Reparirung der Kirche ist der Antiquität wegn hirher gesetzt Ao 1713 (Ten czterystuletni stary kamień, znaleziony przy renowacji kościoła został ze względu na swoją antyczność przeniesiony tutaj w 1713[6]
- Mauzoleum w Radomierzycach, z 1733 r.
- pomnik poległych w I wojnie światowej
- młyn wodny, z 1700 r.
- zespół pałacowy, z lat 1710–1732
  - park
  - pałac – monumentalny, barokowy, wybudowany w latach 1710–1732[7] przez Joachima Zygmunta von Zieglera-Klipphausena[8]. Pałac otoczony jest fosą i znajduje się w miejscu dawnego zamku warownego. Joachim Ziegler, podkomorzy króla Augusta II Mocnego, był kawalerem i nie mając dziedzica przeznaczył majątek na utworzenie fundacji dla szlachcianek wyznania ewangelickiego. Zakład o charakterze okazałego założenia pałacowego, zwany od imienia fundatora Joachimstein, był przeznaczony dla 12 panien oraz przełożonej. Budowa pałacu i ogrodu trwała od 1710 do 1722 r., a w następnych latach, do 1729 r. prowadzono jeszcze prace wykończeniowe. Głównym projektantem pałacu i całego zespołu był architekt drezdeński Johann Friedrich Karcher. Według niepotwierdzonych informacji, pod koniec II wojny światowej do pałacu Niemcy zaczęli zwozić tajną dokumentację. Akcję – ze względu na wartość dokumentów i ich możliwość wykorzystania w rozgrywkach po wojnie – nadzorować miał bezpośrednio Walter Schellenberg, szef VI departamentu Głównego Urzędu Bezpieczeństwa Rzeszy (RSHA). Szybka ofensywa wojsk sowieckich w 1945 r. sprawiła, że zgromadzone archiwum pozostało w zamku, gdyż zaskoczeni Niemcy nie zdążyli go ewakuować[9]. W czerwcu 1945 r., w przejęciu tych materiałów z ramienia Wojska Polskiego, miał uczestniczyć Piotr Jaroszewicz, Jerzy Fonkowicz i Tadeusz Steć[10]. Obecnie pałac jest zrujnowany.

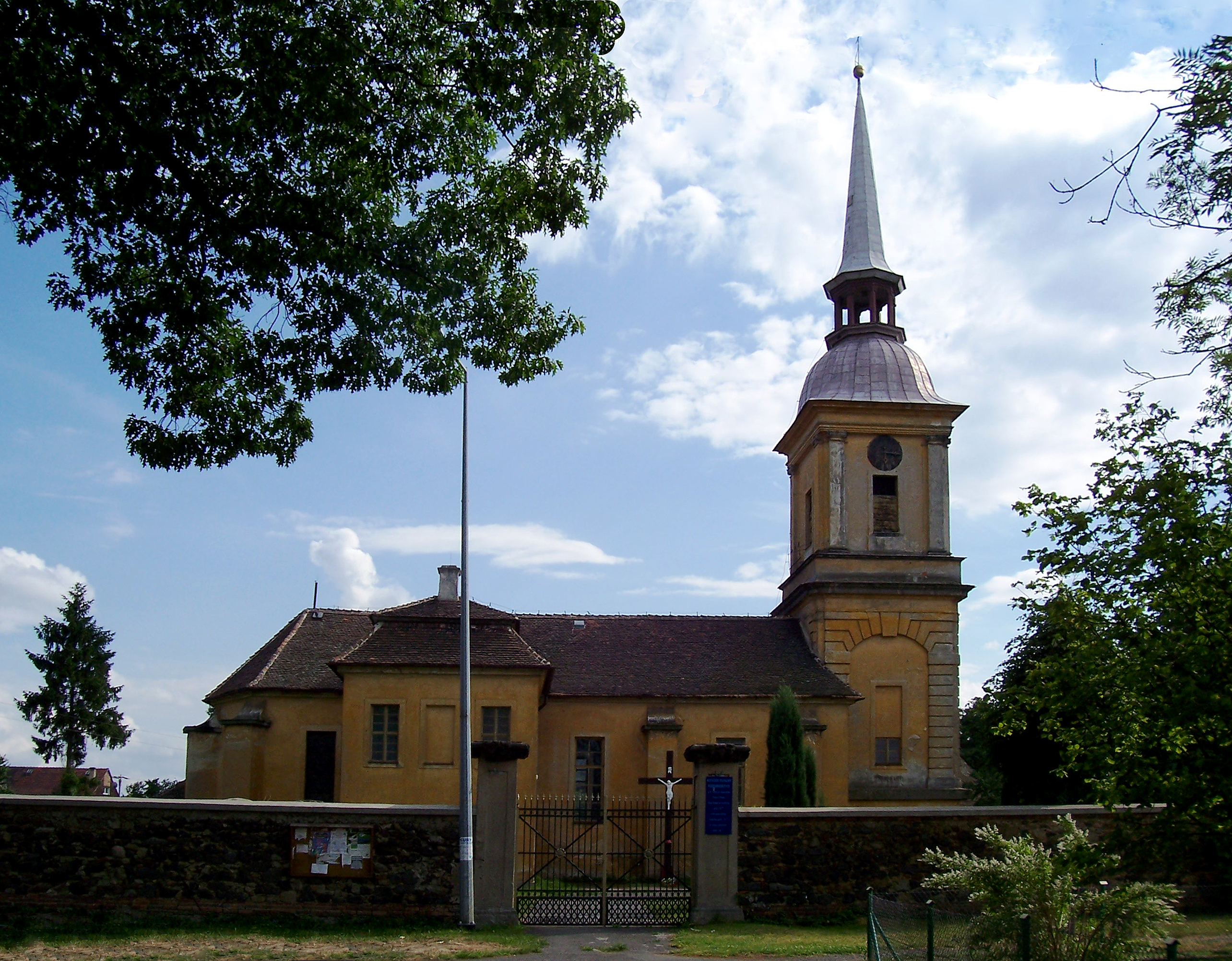
Kościół śś. Piotra i Pawła
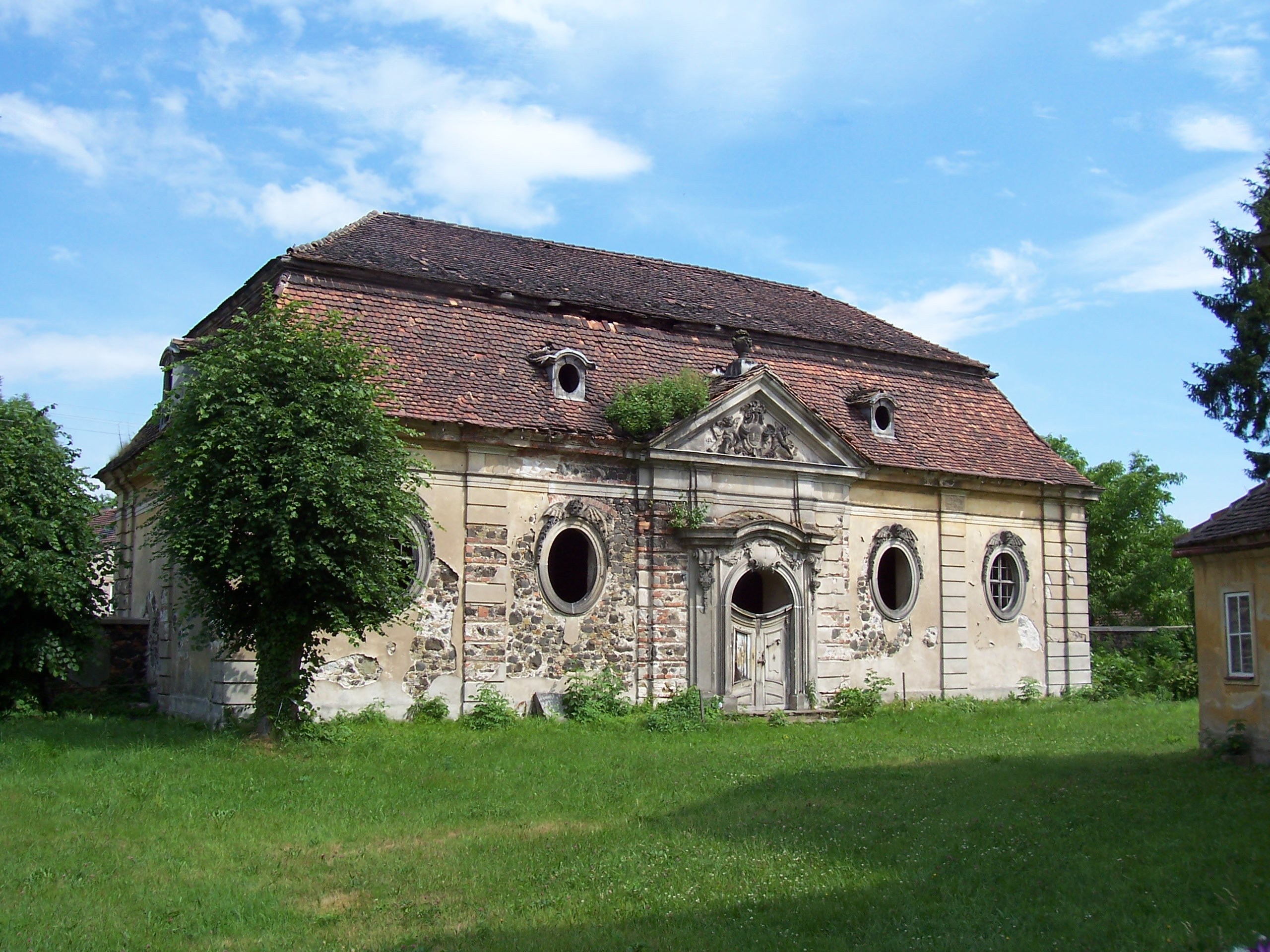
Mauzoleum
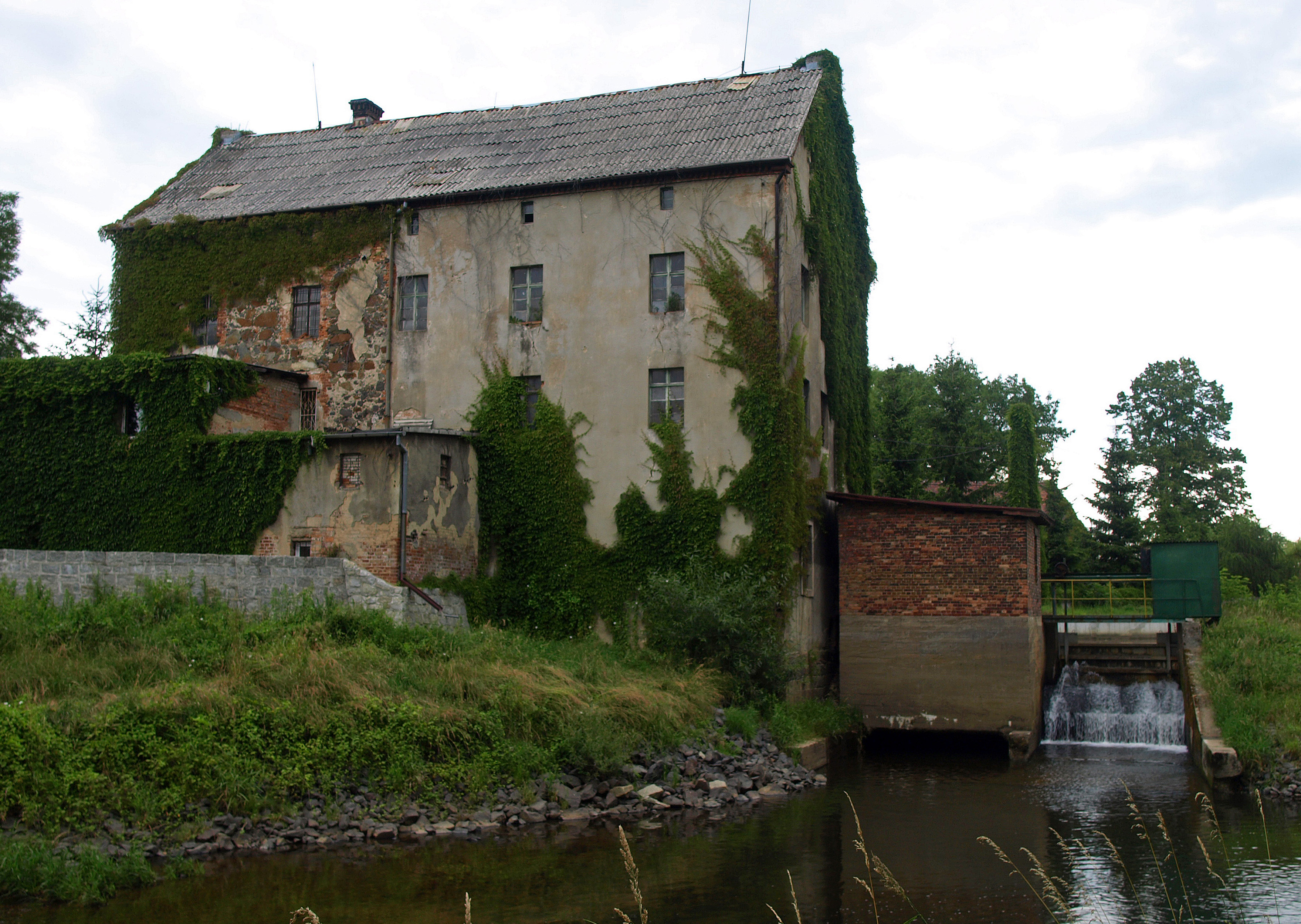
Młyn wodny